# Metonomastus strasseri
Metonomastus strasseri är en mångfotingart som beskrevs av Hoffman och Hans Lohmander 1968. Metonomastus strasseri ingår i släktet Metonomastus och familjen orangeridubbelfotingar. Utöver nominatformen finns också underarten M. s. atticus.